# Мала Онофријева чесма
Мала Онофријева чесма је чесма у старом градском језгру Дубровника.
Налази се на источном крају Страдуна, уз зграду дубровачке Главне страже. Чесма је водом снабдевала пијацу на Тргу Лужа у Дубровнику. Постављена је 1438. године. Чесму је пројектовао напуљски градитељ Онофрио дела Кава, по којем је и добила име. Он је пројектовао и велику Онофријеву чесму. Вајарске радове на чесми је урадио Петар Мартинов.
У средњем веку је имала и верско значење, користили су је само хришћани. У непосредној близини била је и јеврејска чесма, коју су за снабдевање водом користили дубровачки Јевреји, касније пренесена на Брсаље. Рестаурирана је и поново постављена на старо место 3. фебруара 1996, тако да је избегла уништавање и гранатирање током рата у Хрватској. Простор крај Мале Онофријеве чесме је сценски простор Дубровачких летњих игара на којем се изводила Новела од Станца.